# Qualea

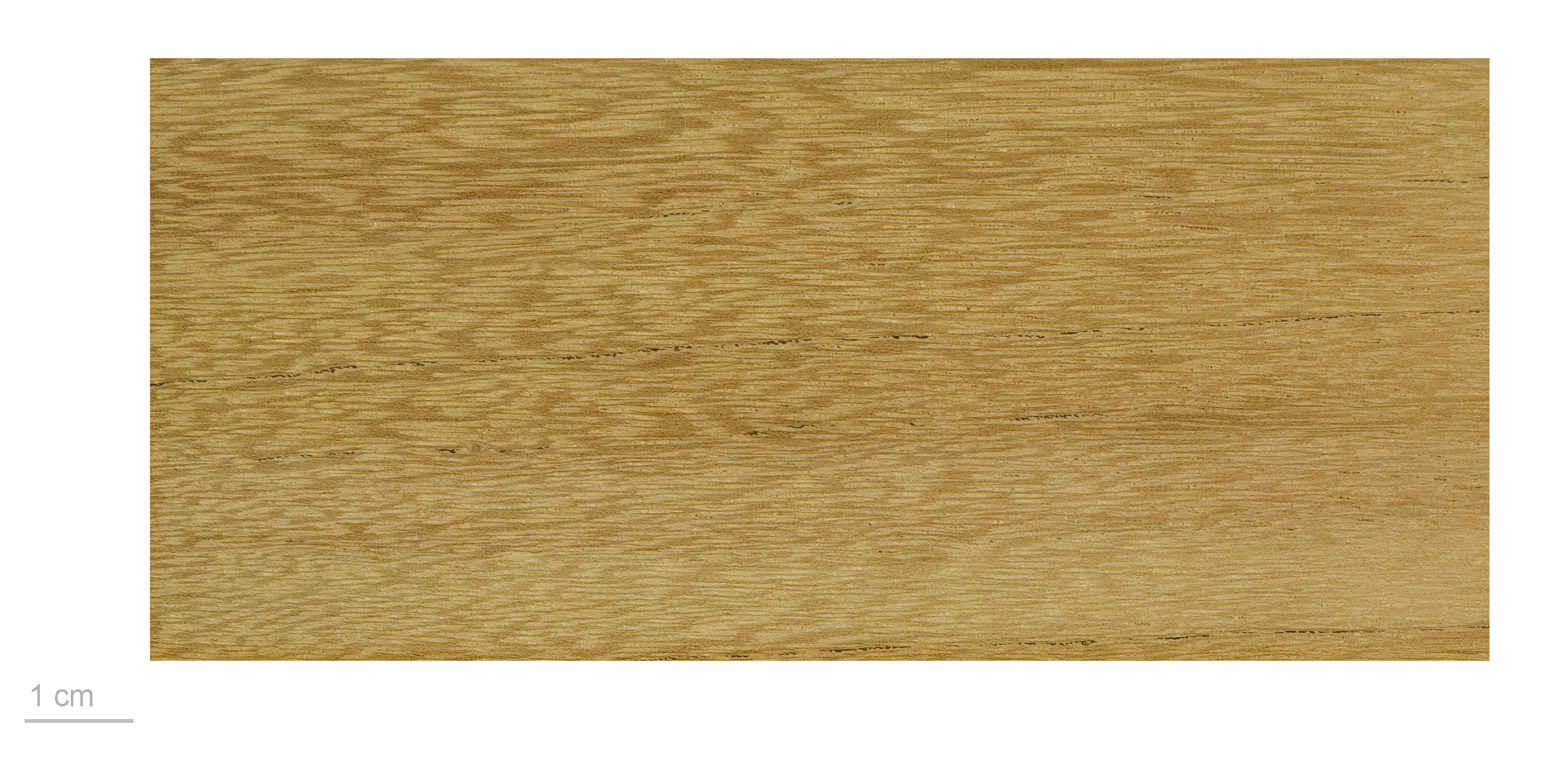
Qualea rosea

Qualea  es un género de plantas con flor perteneciente a  la familia de las  Vochysiaceae. Comprende 98 especies.

## Especies
| - Qualea acuminata - Qualea albiflora - Qualea amapaensis - Qualea amoena - Qualea belemnensis - Qualea brasiliana - Qualea brevipedicellata - Qualea calantha - Qualea calophylla - Qualea cassiquiarensis - Qualea clavata - Qualea coerulea - Qualea cordata - Qualea cryptantha - Qualea cyanea - Qualea cymulosa - Qualea decorticans - Qualea densiflora - Qualea dinizii - Qualea elegans - Qualea esmeraldae - Qualea ferruginea - Qualea gardneriana - Qualea gestasiana - Qualea glaziovii - Qualea gracilior - Qualea grandiflora - Qualea hannekesaskiarum - Qualea homosepala - Qualea impexa - Qualea ingens - Qualea johannabakkerae - Qualea labouriauana | - Qualea lineata - Qualea lundii - Qualea macropetala - Qualea magna - Qualea marioniae - Qualea megalocarpa - Qualea moriboomii - Qualea multiflora - Qualea nitida - Qualea obtusata - Qualea panamensis - Qualea paraensis - Qualea parviflora - Qualea polychroma - Qualea psidiifolia - Qualea pulcherrima - Qualea retusa - Qualea rigida - Qualea rosea - Qualea rupicola - Qualea sacculata - Qualea schomburgkiana - Qualea selloi - Qualea sprucei - Qualea suprema - Qualea tessmannii - Qualea themistoclesii - Qualea trichanthera - Qualea tricolor - Qualea tuberculata - Qualea urceolata - Qualea wittrockii - Qualea wurdackii |

## Sinonimia
- Agardhia, Amphilochia, Schuechia